# Houghton on the Hill
Houghton on the Hill är en ort och civil parish i Storbritannien.   Den ligger i grevskapet Leicestershire och riksdelen England, i den södra delen av landet, 140 km norr om huvudstaden London. Houghton on the Hill ligger 173 meter över havet och antalet invånare är 1 582.
Terrängen runt Houghton on the Hill är huvudsakligen platt. Houghton on the Hill ligger uppe på en höjd. Runt Houghton on the Hill är det ganska tätbefolkat, med 134 invånare per kvadratkilometer. Närmaste större samhälle är Leicester, 9,3 km väster om Houghton on the Hill. Trakten runt Houghton on the Hill består till största delen av jordbruksmark.